# هنري ميريك
هنري ميريك هو سياسي كندي، ولد في 1837، وتوفي في 1927. حزبياً، نشط في حزب أونتاريو المحافظ التقدمي. وقد انتخب عضو برلمان مقاطعة أونتاريو.